# 斎藤一諾斎
斎藤 一諾斎（さいとう いちだくさい、文化10年（1813年） - 明治7年（1874年）12月18日）は、幕末期の僧、新選組隊士。名は秀全。号を一諾斎。

## 生涯
武蔵国江戸出身。幕臣の家に生まれる。文化15年（1818年）6歳の頃、浅草今戸の潮江院にて出家。駒込吉祥寺の僧となり、潮江院・慶養寺（今戸）・東地院（甲斐国山梨郡）・全福寺（同国都留郡強瀬村）の住職を歴任した。
慶応4年（1868年）3月に甲陽鎮撫隊（新選組）が甲州へ訪れると、56歳にして入隊。入隊を勧めた隊士に快く応じたといわれる（慶応3年の土方歳三による隊士募集で既に入隊していたという説もある）。甲州勝沼の戦いに敗れた後は、土方と共に宇都宮・会津への転戦。蝦夷地には渡らずに仙台で新政府軍に降伏した。戦場を脱する際、土方より餞別30両を渡され、その気遣いにいたく感動したという。
釈放後、多摩郡中野村（現、八王子市由木中野）に定住。かつて開いた寺子屋が明治6年（1873年）に生蘭学舎（現、八王子市立由木東小学校）となった事を機に教育にあたった。土方家、近藤家、佐藤家と深い交流があり、明治7年（1874年）に斎藤が死去すると、同家らによって八王子市大塚観音堂に顕彰碑が建てられた。享年62。墓所は八王子市堀之内の保井寺。